# Napachie Pootoogook
Pour les articles homonymes, voir Pootoogook.
Napachie Pootoogook (1938-2002) est une artiste inuite canadienne, connue pour ses dessins, estampes et son chant de gorge. Elle a grandi nomade, avant de s’établir à Kinngait.

## Biographie
Napachie Pootoogook (1938-2002) est une artiste inuite canadienne reconnue pour ses contributions significatives à l'art inuit, en particulier dans le domaine du dessin et de l'estampe. Elle pratiquait également le chant de gorge inuit (katajjaniq), une tradition vocale transmise au sein de sa communauté. Née à Sako,, le 26 juin 1938, un camp inuit traditionnel situé au sud-ouest de l'île de Baffin dans les Territoires du Nord-Ouest (aujourd'hui Nunavut), elle grandit dans un environnementnomade traditionnel inuit aux côtés de sa mère et de ses cinq frères. Elle est décédée d'un cancer le 18 décembre 2002 à Kinngait (anciennement Cape Dorset).

### Parcours et liens familiaux
Napachie Pootoogook commença à dessiner au début de la vingtaine, encouragée par sa mère. Elle vivait à Qeatuk lorsqu'elle débuta dans le dessin, bien qu'elle ait été initiée à cette pratique en 1959 lors d'une visite chez sa mère à Cape Dorset (Kinngait). Vers le milieu des années 1950, elle épousa Eegyvudluk Pootoogook, un graveur et sculpteur inuit important du studio de Cape Dorset. Ensemble, ils s’installèrent à Cape Dorset, à l’exception d’une période de deux ans où ils vécurent à Iqaluit. Ils eurent onze enfants, dont quatre périrent dans un incendie. Leur seule fille survivante, Annie Pootoogook, devint une artiste contemporaine importante.
Elle était la seule fille survivante d'Ashoona et Pitseolak Ashoona, deux artistes de la communauté inuite. Sa mère, Pitseolak Ashoona, était une artiste renommée, membre de l'Académie royale des arts du Canada et Officier de l'Ordre du Canada. Le talent artistique de Napachie Pootoogook s’inscrivait dans une lignée familiale d’artistes : ses frères, Kiawak et Kaka Ashoona, étaient sculpteurs, tandis que ses belles-sœurs, Mayureak et Sorosiluto Ashoona, se consacraient aux arts graphiques.

## Techniques artistiques
Napachie Pootoogook débuta par le dessin avant de se spécialiser dans l'estampe. Son travail figurait presque chaque année dans les collections d’estampes de Cape Dorset depuis les années 1960 jusqu’au début des années 2000, témoignant de son rôle central dans la scène artistique inuite. En 1976, elle participa aux ateliers de peinture et de dessin acrylique mis en place par la West Baffin Eskimo Co-operative, aux côtés de sa belle-sœur Sorosiluto. Cette expérience semble avoir influencé son intérêt pour le paysage et les notions occidentales de composition spatiale. Elle utilisa divers médiums, notamment les crayons de couleur, les stylos-feutres et les peintures acryliques. Son style figuratif, dynamique et énergique, donna vie à des événements marquants du passé.

## Thèmes et sujets
Les premières œuvres de Napachie Pootoogook exploraient la spiritualité inuite et la mythologie, utilisant souvent une palette monochromatique ou aux couleurs limitées. Dans les années 1970, elle fit évoluer son style pour documenter la vie traditionnelle inuit, les vêtements et l’histoire communautaire. Elle s’intéressa également aux expériences des femmes inuites, abordant des thèmes à la fois positifs et difficiles, comme les mariages forcés et la violence conjugale,. Vers la fin de sa vie, son travail se concentra sur l’histoire locale ainsi que sur les récits des habitants et des événements de la région de Cape Dorset, souvent accompagnés de textes explicatifs pour contextualiser les scènes représentées.

## Œuvres principales
Parmi les œuvres les plus marquantes de Napachie Pootoogook, on retrouve :
- Atchealka’s Battle (1978) : une scène animée représentant un affrontement historique.
- The First Policeman I Saw (1978) : évoque l’arrivée de l’autorité coloniale dans les communautés inuites.
- Nascopie Reef (1989) et Whaler’s Exchange (1989) : illustrent l’impact des contacts avec les Européens.
- My New Accordion (1989) : une lithographie en couleur de grande dimension (112 × 80 cm) qui témoigne de l’évolution des pratiques culturelles inuites[2].

En plus de ses œuvres visuelles, Napachie pratiquait également le chant de gorge inuit, une tradition vocale ancrée dans sa culture. Elle participa au documentaire Qaunak & Napachie — More Than Throat Singers (1993) et joua un rôle dans le film Glory & Honour (1998).

## Expositions
Les œuvres de Napachie Pootoogook furent présentées dans de nombreuses expositions, tant individuelles que collectives. Elle participa à plus de 80 expositions au Canada, aux États-Unis, en Israël, en Italie et dans d'autres pays. En 1999, la McMichael Canadian Art Collection organisa Three Women, Three Generations: Drawings by Pitseolak Ashoona, Napachie Pootoogook & Shuvinai Ashoona. En 2005, ses œuvres furent exposées aux côtés de celles de sa fille Annie lors de Windows on Kinngait à la Feheley Fine Arts Gallery à Toronto, marquant ainsi leur première exposition conjointe mère-fille en dehors de Cape Dorset. En 2016, l’exposition Akunnittinni: A Kinngait Family Portrait à l’Institute of American Indian Arts à Santa Fe réunit les œuvres de Napachie, de sa mère Pitseolak et de sa fille Annie, explorant les liens artistiques et thématiques entre trois générations,,. En 2004, la Winnipeg Art Gallery présenta une exposition solo intitulée Napachie Pootoogook.

## Collections muséales
Les œuvres de Napachie Pootoogook font partie des collections de plusieurs musées de renom, notamment le Musée royal de l’Ontario à Toronto, la Galerie d’art de Winnipeg, le Musée des beaux-arts du Canada à Ottawa, le Musée canadien de l’histoire à Gatineau et la Galerie d’art du Grand Victoria en Colombie-Britannique.

## Importance et héritage
Napachie Pootoogook est considérée comme une figure majeure de l’art inuit et de l’histoire des Inuit. Son style narratif et son profond attachement à la culture et aux traditions inuites lui ont permis de constituer un corpus artistique unique et significatif. À travers son œuvre, elle retraça l’histoire et les expériences de sa communauté, laissant ainsi un héritage artistique précieux. Son influence perdure également à travers sa fille Annie, qui poursuit cette tradition familiale en mettant en lumière la vie contemporaine des Inuit.